# Agrostis sozanensis
Agrostis sozanensis é uma espécie de gramínea do gênero Agrostis, pertencente à família Poaceae.